# Jay Bennett
Jay Bennett (15. listopadu 1963 – 24. května 2009) byl americký hudebník, převážně kytarista, ale hrál také na další nástroje. Byl zakládajícím členem kapely Titanic Love Affair, se kterou vydal tři studiová alba. V roce 1995 se stal členem nedlouho předtím založené skupiny Wilco, se kterou vystupoval do roku 2001. Zanedlouho se začal věnovat sólové kariéře, během které vydal několik vlastních alb. Zemřel ve spánku ve věku 45 let.

## Sólová diskografie
- Bigger than Blue (2004)
- The Beloved Enemy (2004)
- The Magnificent Defeat (2006)
- Whatever Happened I Apologize (2008)
- Kicking at the Perfumed Air (2010)